# Telekamery 2013
Telekamery 2013 – wyniki szesnastego plebiscytu Telekamery Tele Tygodnia za rok 2012 dla postaci i wydarzeń telewizyjnych ogłoszone zostały 11 marca 2013. Nagrody przyznano w 17 kategoriach.

## Kategorie

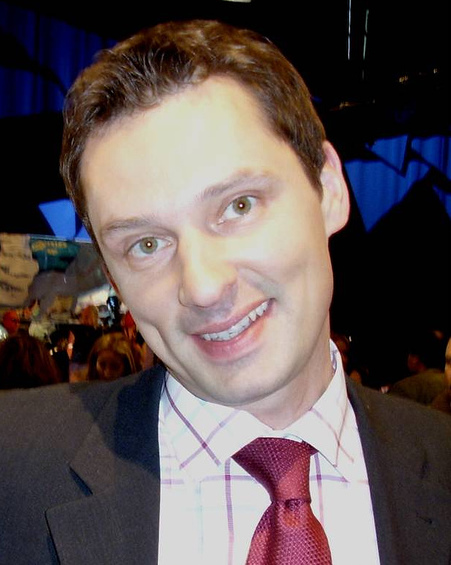
Krzysztof Ziemiec

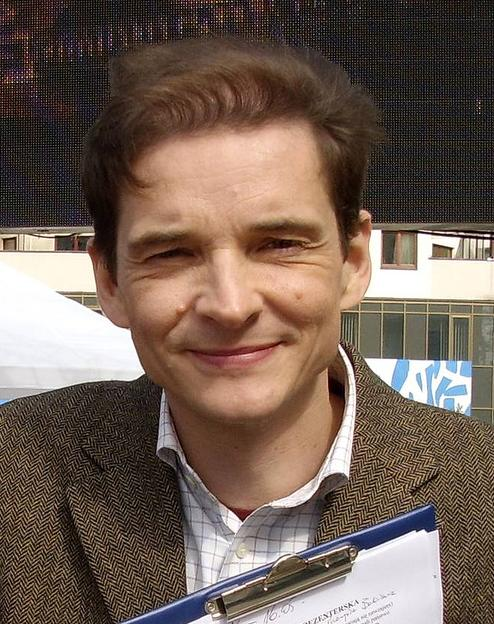
Przemysław Babiarz

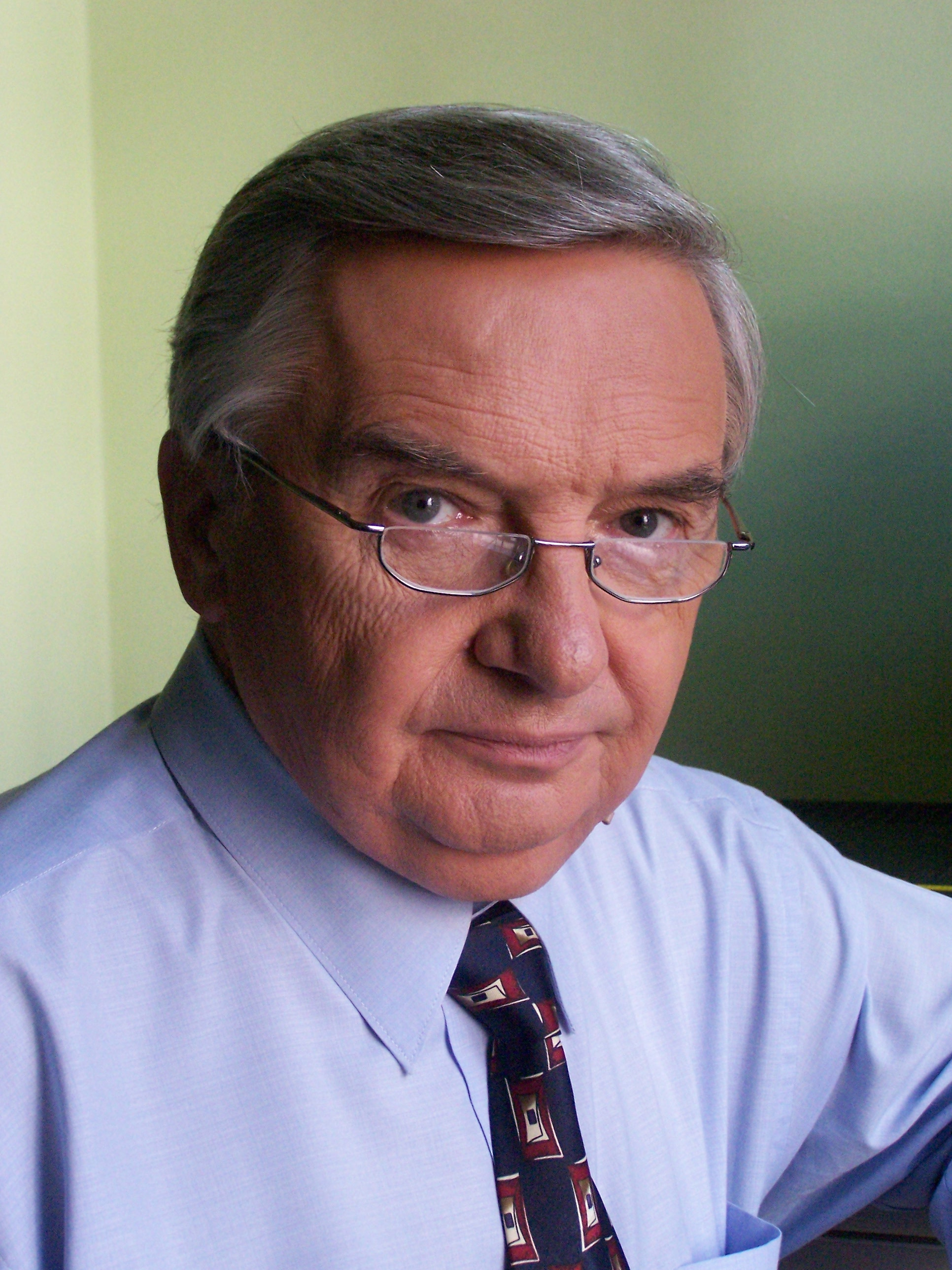
Tadeusz Sznuk

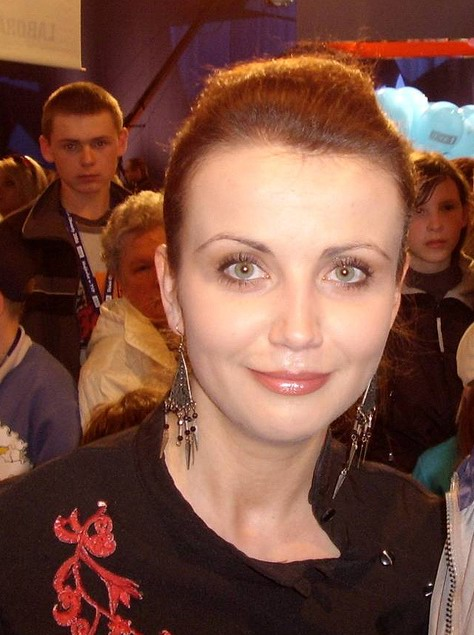
Katarzyna Zielińska

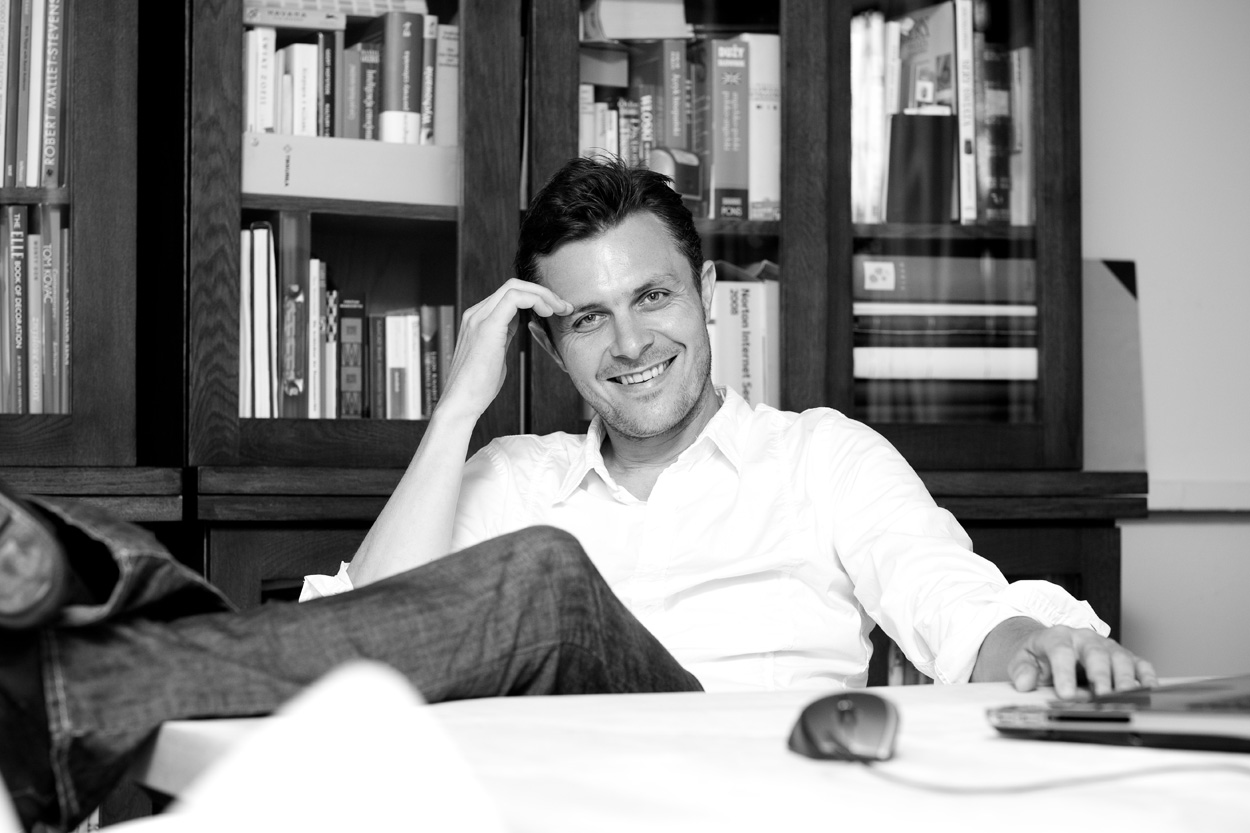
Marek Bukowski

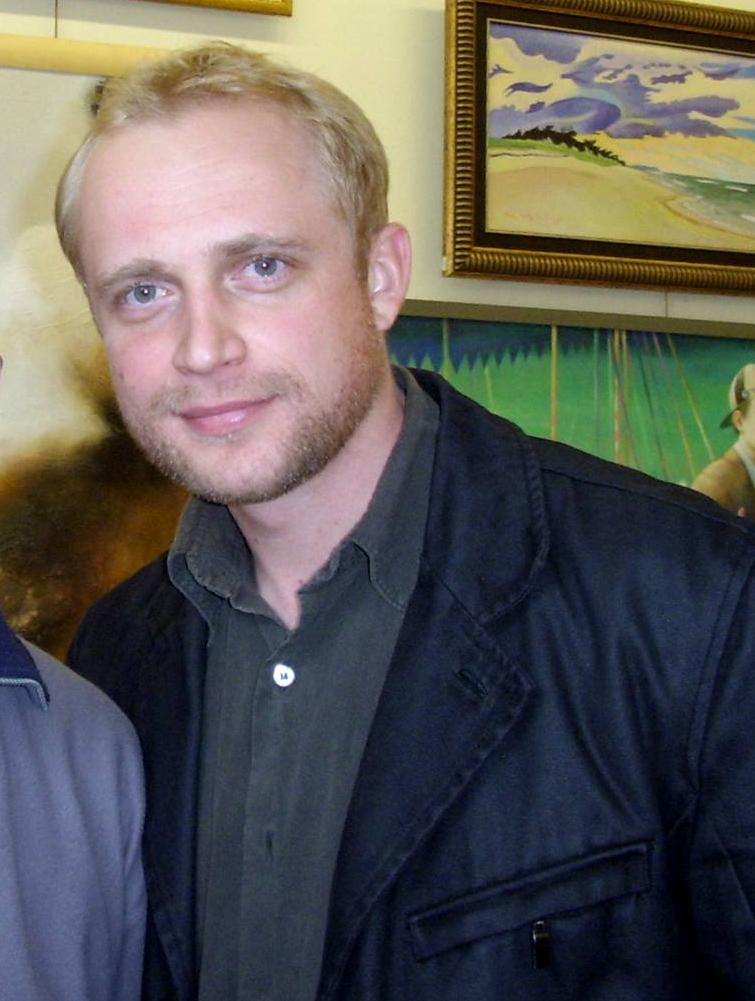
Piotr Adamczyk

Telewizja AXN

Telewizja National Geographic

Telewizja Eurosport

Telewizja Disney Channel

### Prezenter informacji
- 1. Krzysztof Ziemiec – TVP1
- Beata Tadla – TVN/TVP1
- Hanna Lis – TVP2
- Anita Werner – TVN
- Jarosław Gugała – Polsat

### Komentator sportowy
- 1. Przemysław Babiarz – TVP
- Mateusz Borek – Polsat
- Bożydar Iwanow – Polsat
- Sergiusz Ryczel – TVN
- Tomasz Zimoch – Polskie Radio Program I

### Prezenter pogody
- 1. Agnieszka Cegielska – TVN
- Jarosław Kret – TVP1
- Marzena Sienkiewicz – TVP2
- Marzena Słupkowska – TVP1
- Marek Horczyczak – Polsat

### Osobowość telewizyjna
- 1. Tadeusz Sznuk – Jeden z dziesięciu – TVP2
- Maria Szabłowska i Krzysztof Szewczyk – Wideoteka dorosłego człowieka – TVP2
- Magda Gessler – Kuchenne rewolucje/MasterChef – TVN
- Krzysztof Ibisz – Studio Weekend – Polsat
- Agnieszka Szulim – Bitwa na głosy/Pytanie na śniadanie – TVP2

### Program interwencyjny
- 1. Magazyn Ekspresu Reporterów – TVP2
- Sprawa dla reportera – TVP1
- Uwaga! – TVN
- Superwizjer – TVN
- Interwencja – Polsat

### Juror
- 1. Robert Kozyra – Mam talent! – TVN
- Alicja Węgorzewska – Bitwa na głosy – TVP2
- Krystyna Mazurówna – Got to Dance. Tylko taniec – Polsat
- Olga Kora Jackowska – Must Be the Music. Tylko muzyka – Polsat
- Michel Moran – MasterChef – TVN

### Program rozrywkowy/Teleturniej
- 1. Kabaretowy Klub Dwójki – TVP2
- Wideoteka dorosłego człowieka – TVP2
- Postaw na milion – TVP2
- Kocham cię, Polsko! – TVP2
- Perfekcyjna pani domu – TVN

### Aktorka
- 1. Katarzyna Zielińska – Barwy szczęścia – TVP2
- Magdalena Stużyńska – Przyjaciółki – Polsat
- Anna Dereszowska – M jak miłość i Na dobre i na złe – TVP2
- Małgorzata Kożuchowska – Prawo Agaty i Rodzinka.pl – TVN i TVP2
- Agnieszka Dygant – Prawo Agaty – TVN

### Aktor
- 1. Marek Bukowski – Na dobre i na złe i Hotel 52 – TVP2 i Polsat
- Jakub Wesołowski – Komisarz Alex, Czas honoru i Na Wspólnej – TVP1 i TVN
- Krystian Wieczorek – M jak miłość i Julia – TVP2 i TVN
- Tomasz Karolak – Rodzinka.pl, Ja to mam szczęście!, Piąty Stadion, Prawo Agaty, Przepis na życie – TVP2 i TVN
- Paweł Małaszyński – Lekarze i Misja Afganistan – TVN i Canal+

### Serial codzienny
- 1. Na Wspólnej – TVN
- Wszystko przed nami – TVP1
- Pierwsza miłość – Polsat
- Ja to mam szczęście! – TVP2
- Klan – TVP1

### Serial tygodniowy
- 1. Czas honoru – TVP2
- Komisarz Alex – TVP1
- Lekarze – TVN
- Przyjaciółki – Polsat
- Rodzinka.pl – TVP2

### Kanał filmowy i serialowy
- 1. AXN
- Comedy Central
- HBO
- Canal+
- Kino Polska

### Kanał popularnonaukowy i kulturalny
- 1. National Geographic Channel
- Planète+
- Animal Planet
- TVP Historia
- Discovery Channel

### Kanał dziecięcy
- 1. MiniMini+
- Disney XD
- Polsat JimJam
- Nickelodeon
- Cartoon Network

### Kanał informacyjny i biznesowy
- 1. TVN24
- TVP Info
- Polsat News
- Superstacja
- TV Biznes

### Kanał sportowy
- 1. Eurosport
- Polsat Sport
- TVP Sport
- Canal+ Sport
- nSport

### Kanał lifestylowy
- 1. TV Puls
- TVN Style
- Polsat Café
- TLC
- BBC Entertainment

## Złote Telekamery
- Piotr Adamczyk
- TVN24
- Disney Channel
- Jaka to melodia?